# Michael Mancienne
Micheal Ian Mancienne (ur. 8 stycznia 1988 w Londynie) – angielski piłkarz seszelskiego pochodzenia występujący na pozycji obrońcy. Młodzieżowy reprezentant Anglii i reprezentant Seszeli.

## Kariera klubowa
Michael Mancienne urodził się w Londynie. Swoją karierę piłkarską rozpoczął w 1996 w szkółce piłkarskiej miejscowej Chelsea. W 2006 został włączony do pierwszej drużyny tego klubu. Mancienne przez dużą konkurencję w zespole nie dostawał szans na grę. Spowodowało to, że 16 października został wypożyczony do Queens Park Rangers. Zadebiutował tam pięć dni później, w ligowym pojedynku z Sheffield Wednesday. Łącznie w drużynie QPR zaliczył 28 ligowych występów. Zajął także drugie miejsce w plebiscycie na najlepszego młodego piłkarza według kibiców. Po powrocie do Londynu, 8 sierpnia 2007 podpisał nowy, trzyletni kontrakt ze swym zespołem. Na sezon 2007/08 został ponownie wypożyczony do Queens Park Rangers. Wystąpił tam w 30 ligowych meczach, po czym pod koniec sezonu powrócił do Chelsea.
27 października 2008 został wypożyczony na okres dwóch miesięcy do Wolverhampton Wanderers. Swój pierwszy występ w tej drużynie zaliczył 28 października, kiedy to w wygranym 2:1 spotkaniu ze Swansea City zmienił w 81. minucie Carlosa Edwardsa. Pierwszym meczem, w którym wystąpił od pierwszej minuty był pojedynek z Cardiff City rozegrany 1 listopada. 24 grudnia 2008 okres jego wypożyczenia został przedłużony do 29 stycznia 2009, jednak już na początku roku, Mancienne powrócił do Londynu. W Chelsea zadebiutował 14 lutego, kiedy to wystąpił w meczu z Watfordem rozegranym w ramach Pucharu Anglii. W sierpniu 2009 podpisał z Chelsea nowy czteroletni kontrakt, który łączy go z klubem do 2013, po czym został wypożyczony na rok do Wolverhampton Wanderers. Szybko wywalczył miejsce w podstawowym składzie i sezon 2009/10 zakończył z 30 ligowymi występami na koncie.
26 sierpnia oficjalna strona Chelsea Football Club potwierdziła, że Mancienne przeniesie się do Wolverhampton Wanderers na zasadzie wypożyczenia, które będzie obowiązywało do końca obecnego sezonu. 1 czerwca 2011 Mancienne przeszedł do HSV.

## Kariera reprezentacyjna
Mancienne mógł grać w reprezentacji Seszeli, ponieważ jego ojciec pochodzi z Seszeli, jednak wybrał grę dla reprezentacji Anglii. Angielski obrońca występował w juniorskich i młodzieżowych kadrach swojego kraju. Zaliczył cztery występy w kadrze U-16 (2002–2003), 17 w kadrze U-17 (2003–2005), 10 w kadrze U-19 (2005-2007) oraz 20 w kadrze U-21 (2007–). Z tą ostatnią wystąpił w 2009 w Młodzieżowych Mistrzostwach Europy w Szwecji na których Anglicy zdobyli srebrne medale, przegrywając w finale z Niemcami 0:4.
15 listopada 2008 został powołany do seniorskiej reprezentacji na towarzyski mecz z Niemcami. W spotkaniu, które zakończyło się zwycięstwem Anglików 2:1, Mancienne jednak nie wystąpił
5 lipca 2022 zadebiutował w reprezentacji Seszeli w przegranym 0:1 meczu COSAFA Cup 2022 z Somalią.